# Jazz from Hell
Jazz form Hell és un àlbum instrumenal de Frank Zappa de 1986, guanyador d'un premi Grammy el 1988 a la categoria de Millor interpretació instrumental.

## Informació sobre l'àlbum
Es tracta d'un àlbum interpretat en la seva majoria en un Synclavier DMS, sent l'única excepció el tema "St. Etienne", un solo de guitarra extret d'una versió en directe de la cançó "Drowning Witch" a Saint-Etienne, durant la gira de 1982.
"While You Were Art II" és una versió arreglada del tema "While You Were Out", un solo de guitarra del álbum Shut Up 'n play Yer Guitar.
"Night School" és un tema preparat per un possible programa presentat per Zappa que mai es va arribar a materialitzar.

## Lista de cançons
Cara A
1. "Night School" – 4:47
2. "The Beltway Bandits" – 3:25
3. "While You Were Art II" – 7:17
4. "Jazz from Hell" – 2:58
Cara B
1. "G-Spot Tornado" – 3:17
2. "Damp Ankles" – 3:45
3. "St. Etienne" – 6:26
4. "Massaggio Galore" – 2:31

## Personal
- Frank Zappa – Guitarra solista, synclavier, teclats, producció
- Ed Mann – percussió
- Tommy Mars – Teclats
- Bobby Martin – Teclats, saxofon
- Scott Thunes – Baix, teclats.
- Steve Vai – Guitarra ritmica
- Ray White – Guitarra ritmica
- Chad Wackerman - Bateria